# Ferdinand Monoyer
Ferdinand Monoyer (Lione, 9 maggio 1836 – Lione, 11 luglio 1912) è stato un medico francese specializzato in oftalmologia.
È noto essenzialmente per aver introdotto nel 1872 l'unitá di misura della diottria, utilizzata non solo nel campo della fisica ma anche dell'oftalmologia in generale; è anche ricordato per aver creato il grafico Monoyer, utilizzato per misurare l'acuità visiva: in questo grafico è possibile leggere il suo nome partendo dal basso e in verticale. 

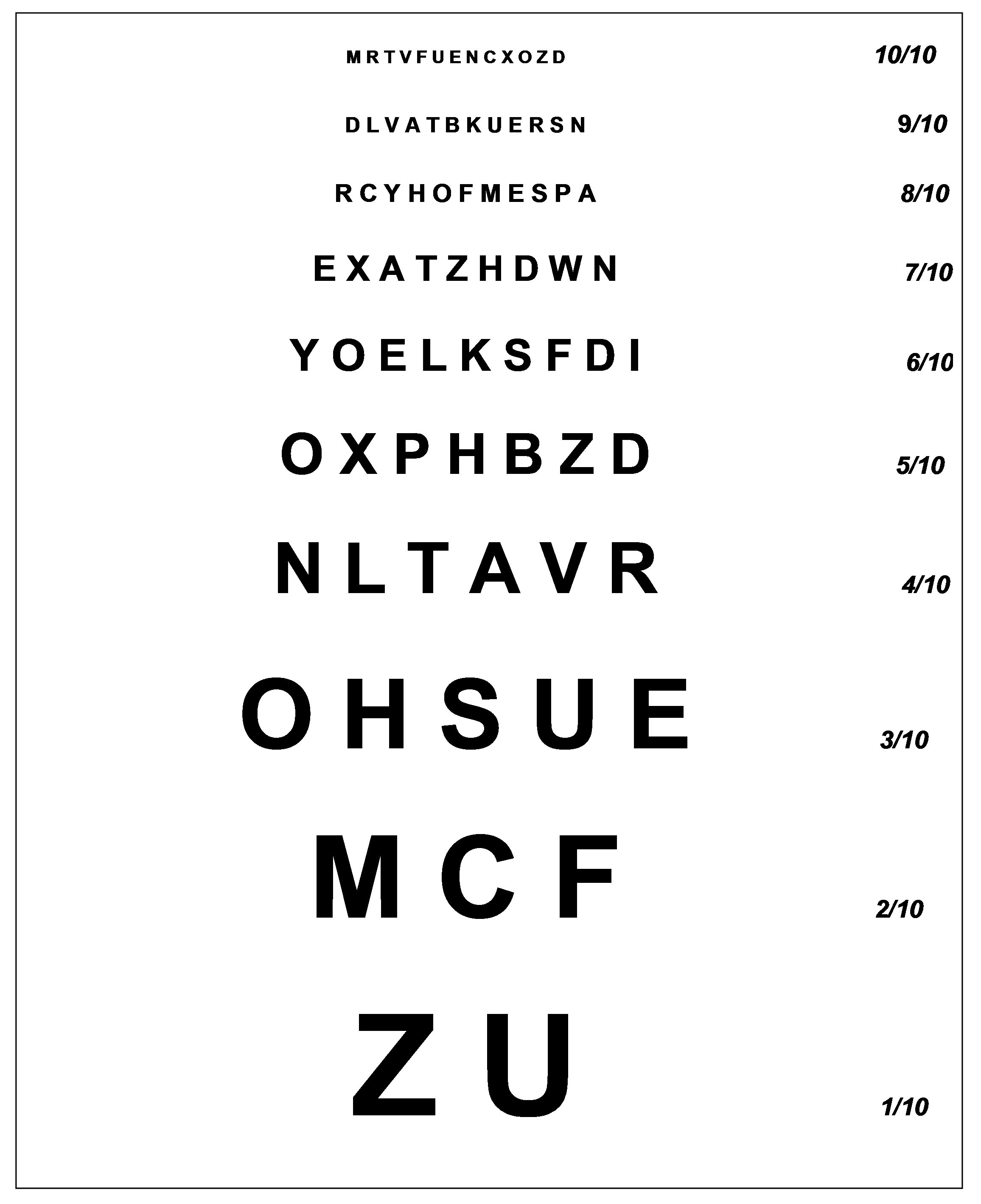
Un esempio di grafico Monoyer

Nato a Lione da madre alsaziana, era figlio di un medico militare francese. È stato professore di Fisica Medica presso la Facoltà di Medicina dell'Università di Strasburgo nel 1871. In seguito è stato direttore della Clinica oftalmica della Facoltà di Medicina dell'Università di Nancy. È stato inoltre professore di fisica medica presso la Facoltà di Medicina dell'Università di Lione: i suoi studi sono essenziali per lo sviluppo dell'oftalmologia moderna e della fisica.